# Liste der Nummer-eins-Hits in Irland
Die Nummer-eins-Hits der irischen Musikcharts werden wöchentlich ermittelt. Als Maßstab gelten die Verkaufszahlen der Singles und Alben als Tonträger oder als Download und seit 2014 auch das Musikstreaming.
Die Liste ist nach Jahren aufgeteilt.